# Natasha Ryan
Natasha Anne Ryan fue una mujer australiana de Rockhampton, Queensland, que desapareció el 31 de agosto de 1998 a la edad de 14 años. La policía asumió erróneamente que su mejor amigo Maioha Tokotaua, entonces de 15 años, había asesinado a Ryan, pero más tarde acusaron al asesino en serie local Leonard Fraser. En 2003, la policía recibió una carta anónima que afirmaba que Ryan estaba viva y proporcionaba un número de teléfono y una dirección donde se la podía encontrar. Al allanar esta ubicación, la policía descubrió a Ryan viva y escondida en un armario, casi cinco años después de su desaparición. Durante el juicio por asesinato de Fraser, se reveló que la joven Ryan había dejado su hogar voluntariamente para estar con su novio, Scott Black, de 22 años, y había estado viviendo y escondiéndose en su casa desde su desaparición. En 2008, la pareja se casó y, según informes, han tenido cuatro hijos.
El 2 de junio de 2024, Ryan, de 40 años, fue encontrada muerta por la policía en un campo de golf de Rockhampton mientras realizaban un control de bienestar. Su muerte no se considera sospechosa.

## Antecedentes
Natasha Ryan desapareció en agosto de 1998 después de que su madre la dejara en la escuela, y posteriormente fue reportada como desaparecida. Las esperanzas de encontrar a Ryan con vida pronto se desvanecieron y la policía concluyó que había sido asesinada por el asesino en serie de Rockhampton Leonard Fraser, quien posteriormente fue acusado del asesinato de Ryan. Se llevó a cabo una búsqueda extensa y exhaustiva de ella y otras tres chicas dos años después de su desaparición por parte de la policía y voluntarios locales del Servicio de Emergencia del Estado (SES) como parte de una investigación sobre un asesino en serie.
En el mes anterior a su desaparición, Ryan ya había huido de casa una vez, con la ayuda de Scott Black, su novio de 22 años. Durante ese incidente, fue encontrada después de dos días. Black compareció ante el Tribunal de Magistrados de Rockhampton en noviembre de 1999, donde se declaró culpable de obstrucción intencionada a la policía después de haber dicho a los oficiales que no sabía el paradero de Ryan. Pero después de que no se pudiera localizar cuando desapareció por segunda vez, la familia de Ryan finalmente aceptó que estaba muerta. Celebraron un servicio conmemorativo en Bundaberg, Queensland en su 17º cumpleaños en 2001.

## Juicio por asesinato
El 11 de abril de 2003, durante el juicio por asesinato de Fraser en Brisbane, el fiscal de la policía Paul Rutledge informó al tribunal que Ryan había sido encontrada con vida. El padre de Ryan, Robert Ryan, dijo que casi se desmaya cuando Rutledge hizo el anuncio.
La policía había allanado una casa en North Rockhampton la noche del 10 de abril de 2003 después de un aviso y había encontrado a Ryan con vida, escondida en un armario de un dormitorio. Se descubrió que Ryan había estado viviendo con Black desde que desapareció el 31 de agosto de 1998. Se informó que durante la mayor parte de ese tiempo, Ryan había compartido una casa en Yeppoon, Queensland, pero se había mudado de regreso a Rockhampton después de que Black recibiera una transferencia en su trabajo de reparto de leche. Ryan había estado viviendo en la casa de Rockhampton durante seis meses antes de ser encontrada.
A pesar del descubrimiento de que Ryan todavía estaba viva y de la duda que esto generó sobre las pruebas que llevaron a Fraser a ser acusado del asesinato de Ryan, el abogado defensor de Fraser no presentó una apelación por un juicio nulo, y el juicio se reanudó. Ryan asistió a lo que había sido su propio juicio por asesinato el 30 de abril de 2003 para responder preguntas. Ella dijo al tribunal que nunca había conocido a Fraser y que no conocía al testigo que afirmó haberla visto en presencia de Fraser antes de su desaparición.

## Procesamiento
Poco después de ser encontrada viva, se hizo evidente que Ryan y Black probablemente enfrentarían cargos criminales por su papel en la falsa investigación sobre su asesinato. En 2005, el juez del Tribunal de Distrito de Rockhampton, Grant Britton, condenó a Black a una sentencia de tres años de cárcel por perjurio, con dos años suspendidos, después de que se declarara culpable de decir a los oficiales de policía que investigaban que no sabía el paradero de Ryan.
En 2006, Ryan fue declarada culpable de causar una falsa investigación policial y fue multada con $1,000. El fiscal de la policía Terry Gardiner presentó el contrato de $120,000 que Ryan había firmado con PBL como evidencia de que Ryan tenía los medios para devolver al menos parte de los $151,000 de la investigación policial sobre su asesinato. Sin embargo, la magistrada Annette Hennessy dictaminó que Ryan no tenía los medios para pagar los costos de la investigación. En el mismo proceso judicial, Black fue castigado adicionalmente siendo condenado, multado con $3,000 y ordenado a pagar $16,000 en costos de investigación.

## Medios
La historia de Ryan siendo encontrada viva durante el juicio por asesinato atrajo la atención internacional.
Tras su reaparición, el publicista australiano Max Markson contrató a Ryan como cliente y negoció posibles acuerdos con varias organizaciones de medios. Markson finalmente aseguró un acuerdo mediático con Publishing and Broadcasting Limited, que era la empresa matriz de ACP Magazines y la Nine Network. El acuerdo garantizó que Ryan haría entrevistas exclusivas con Woman's Day de ACP y 60 Minutes.
60 Minutes envió a la reportera Tara Brown a Rockhampton para entrevistar a Ryan. Suponiendo que la historia de Ryan les iba a dar un programa con altos índices de audiencia, 60 Minutes pospuso la transmisión hasta el 20 de abril de 2003 en un intento de atraer a los espectadores de la premiere de la tercera temporada de su éxito de audiencia, Big Brother, en Network Ten. La estrategia no funcionó y Big Brother ganó la batalla con una audiencia promedio en las capitales de 2.2 millones de espectadores, en comparación con los 1.7 millones de espectadores que logró atraer 60 Minutes.
Hubo informes de que el acuerdo negociado por Markson le traería a Ryan más de $200,000, lo que provocó una discusión sobre la ética de que Ryan aceptara el dinero cuando se había invertido tanto tiempo, esfuerzo y dinero en su búsqueda y la investigación policial. El voluntario del Servicio de Emergencia del Estado de Rockhampton, Lyle Dobbs, expresó su opinión de que cualquier ganancia que Ryan obtuviera de sus entrevistas debería regresar a los contribuyentes de Queensland, quienes financiaron la búsqueda que tuvo un costo significativo para la policía y mucho esfuerzo de los voluntarios del SES. El contrato fue finalmente presentado en procedimientos judiciales en 2006, lo que confirmó que Ryan había sido pagada con $120,000 por las entrevistas.
Ryan y Black se casaron en 2008. Antes de su boda, firmaron otro acuerdo mediático con Woman's Day para la exclusividad de las historias que se publicaron antes y después de su boda. Durante la boda en Byfield, Queensland, hubo estricta seguridad, con invitados filtrados y estrictamente prohibido tomar fotos durante la ceremonia y la recepción. Se informó que el acuerdo de la historia de la boda con Woman's Day valía $200,000.

## Muerte
En la mañana del 2 de junio de 2024, el cuerpo de Ryan fue encontrado por la policía en el Rockhampton Golf Club. Tenía 40 años.